# 寿福寺 (佐世保市)
寿福寺（じゅふくじ）は、長崎県佐世保市江迎町に所在する真言宗智山派の寺院である。山号は栄久山（えいきゅうざん）。
九州二十四地蔵尊第15番札所及び九州八十八ヶ所第76番札所である。

## 歴史
1582年（天正10年）に平戸領主松浦鎮信により現在の佐世保市早岐地域に「長福寺」として創建された。1635年（寛永12年）に平戸藩の江迎における祈願所として現在地に移される。当初の寺名が江戸幕府第8代将軍徳川吉宗の嫡男長福丸（後の第9代将軍徳川家重）の名と重なるため、1717年（享保2年）に現寺名に改められた。

## 交通アクセス
- 松浦鉄道江迎鹿町駅下車、徒歩10分。
- 西肥自動車（西肥バス）「江迎バスセンター」（停留所表記は「江迎」）下車。